# Oberharzer Devonsattel

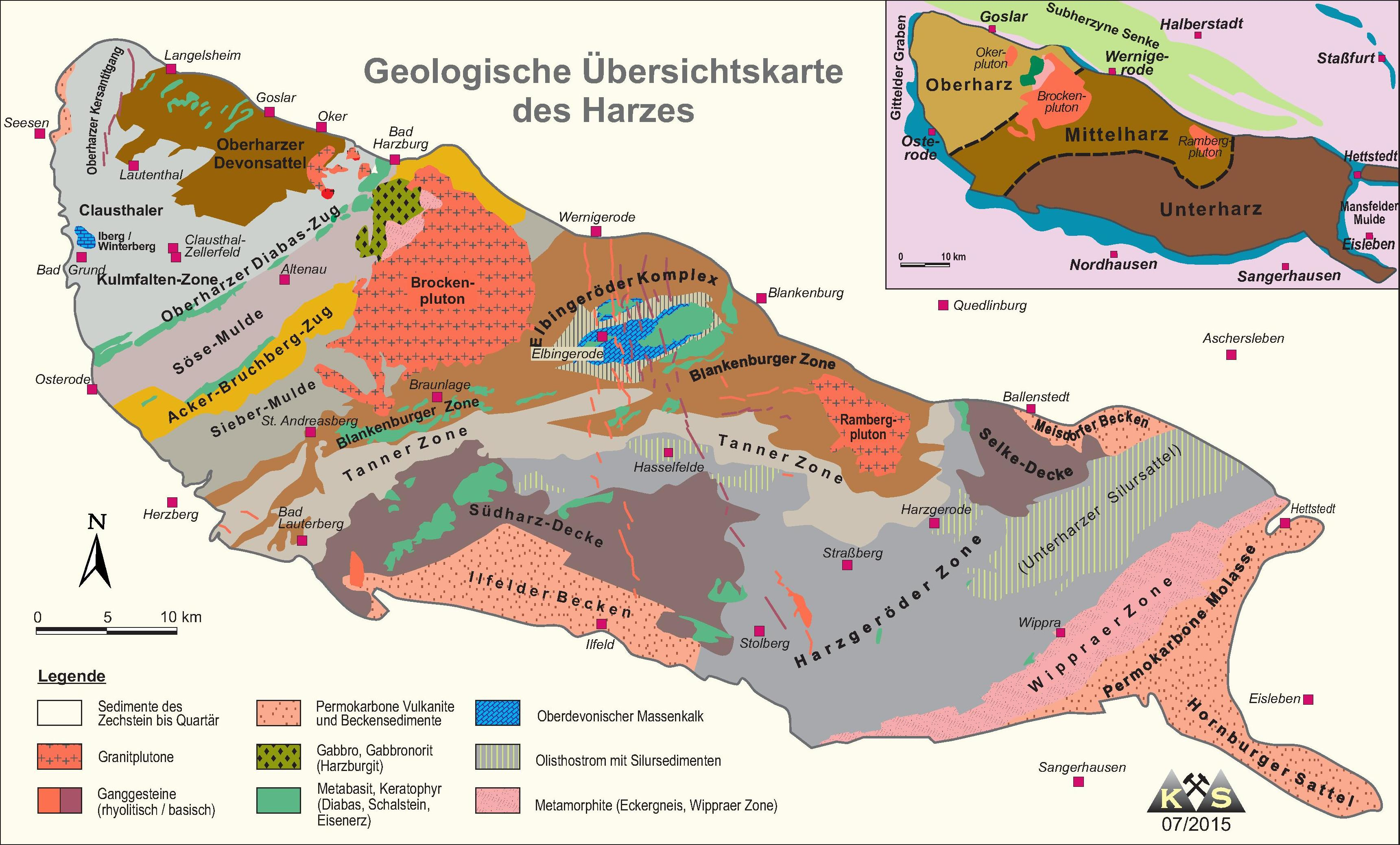
Geologische Übersichtskarte des Harzes (K. Stedingk, Landesamt für Geologie und Bergwesen Sachsen-Anhalt)

Der Oberharzer Devonsattel ist eine geologische Einheit des Harzes.
Der Oberharzer Devonsattel  liegt im Oberharz am Nordwest-Rand des Harzes zwischen Oker, Langelsheim, Lautenthal und Hahnenklee.
Der aus devonischen Einheiten aufgebaute Oberharzer Devonsattel zeigt einem Artikel der Webseite schieferlexikon.de zufolge generell einen nordwest-vergenten, erzgebirgisch streichenden Faltenbau, sein Deformationsstil ist durch Biegegleitfaltung mit anschließender Anlage einer Transversalschieferung gekennzeichnet.
Es begegnen dort unterdevonischer Kahleberg-Sandstein, mittel- bis oberdevonischer Tonschiefer, Kalkknollenschiefer und Kalkbänke, vor allem Diabase und Tuffe.
Der mächtige Kahleberg-Sandstein mit den bekannten speciosus-Schichten befindet sich Südosten seines Gebietes, während im Nordwesten die dunklen Wissenbacher Schiefer vorherrschen. In diese Schiefer eingelagert befinden sich bei Goslar die bekannten Erzlager des Rammelsberges.